# NGC 237
NGC 237은 고래자리에 위치한 나선 은하이다. 1867년 9월 27일, Truman Safford에 의해 발견되었다.